# 三ヶ日インターチェンジ
三ヶ日インターチェンジ（みっかびインターチェンジ）は、静岡県浜松市浜名区の東名高速道路上にあるインターチェンジ。

## 概要
湖西市の最寄りインターチェンジ。かつての東名高速道路の管轄は当ICを境に東側がNEXCO中日本の東京支社（旧JH東京第二管理局）、西側が名古屋支社（旧JH中部支社）となっており、ハイウェイラジオの放送形態も当ICを境に分けられていた。その後、2012年4月の新東名高速道路の部分開通を機に三ヶ日IC - 豊川ICの管轄が名古屋支社から東京支社へ移管された。なお、その名残で現在も当ICを境に出入口標識の柱のデザインに変化がある。

## 道路
- E1 東名高速道路(17番)

## 接続する道路
- 静岡県道85号三ヶ日インター線（国道362号・浜名湖レイクサイドウェイに接続）
- 静岡県道308号鳳来三ケ日線

## 歴史
- 1969年2月1日 : 静岡IC - 岡崎IC開通に伴い開設。

## 料金所
- ブース数 : 5

### 入口
- ブース数 : 2
  - ETC専用 : 1
  - ETC/一般 : 1

### 出口
- ブース数 : 3
  - ETC専用 : 2
  - 一般 : 1

## 周辺
- 奥浜名湖
- 天竜浜名湖鉄道天竜浜名湖線東都筑駅
- 浜松市役所三ヶ日総合事務所

豊橋市東部（多米地区など）や新城市に向かう場合は、豊川ICよりもこのインターで降りた方が早く着ける場合がある。

## 隣
E1 東名高速道路
(16-2)浜松西IC - (16-3)舘山寺BS/スマートIC - 浜名湖SA - (17)三ヶ日IC - (17-1)三ヶ日JCT - 新城PA - 豊橋新城SIC（事業中） - (18)豊川IC